# ショーワグローブ
ショーワグローブ株式会社（SHOWA GLOVE Co.）は、兵庫県姫路市砥堀に本社を置く手袋製造メーカー。

## 沿革
- 1954年（昭和29年）10月 - 創業者が尚和化工株式会社（しょうわかこう）を設立。
- 1960年（昭和35年） - 姫路本社工場を建設。
- 1967年（昭和42年） - 白河工場（福島県白河市）を建設。
- 1972年（昭和47年） - 仁豊野工場を建設。
- 1989年（平成元年） - SHORUBBER.を設立し、マレーシア工場を建設。
- 1997年（平成9年） - ショーワ株式会社へ社名変更、ショーワU.S.Aを設立。
- 1999年（平成11年） - PVC製手袋（薄手）のマテリアルリサイクルを開始。
- 2000年（平成12年） - SHOWA Europeを設立。
- 2001年（平成13年） - ペナンオフィスを開設。
- 2002年（平成14年） - ペナンR&Dセンターを開設。
- 2003年（平成15年） - SHOWA GLOVES VIETNAMを設立。
- 2004年（平成16年） - 姫路本社R&Dセンターを開設、SHOWA IPCを設立。
- 2005年（平成17年） - 人材開発センターを開設。
- 2006年（平成18年） - ショーワグローブ株式会社へ社名変更。

## 事業所
- 姫路本社 - 兵庫県姫路市砥堀565（JR播但線砥堀駅が最寄駅）
- 東京オフィス - 東京都港区芝4-13-3 PMO田町II 8F
- 札幌オフィス - 北海道札幌市中央区北2条西1丁目1番地 マルイト札幌ビル 7F
- 仙台オフィス - 宮城県仙台市青葉区一番町4-6-1 仙台第一生命タワービル 13F
- 名古屋オフィス - 愛知県名古屋市名古屋市錦1-10-20 アーバンネット伏見ビル 10F
- 大阪オフィス - 大阪府大阪市北区梅田1丁目12番12号 東京建物梅田ビル 11階
- 福岡オフィス - 福岡県福岡市博多区御供所町1-1 西鉄祇園ビル 10F